# Rise Above This
«Rise Above This» es una canción de la banda sudafricana de metal alternativo Seether. Fue lanzado el 19 de febrero de 2008 como el segundo sencillo de su cuarto álbum de estudio Finding Beauty in Negative Spaces (2007). Es la sexta canción del álbum y se convirtió en la segunda canción número uno consecutiva de la banda en la lista de Modern Rock de los Estados Unidos.

## Antecedentes
El vocalista de Seether, Shaun Morgan ha declarado que la canción trata sobre su difunto hermano Eugene Welgemoed y que fue escrita antes de su suicidio. "Rise Above This" fue escrita para sacar a Eugene de una depresión. También hubo una versión acústica de esta canción para aquellos que reservaron entradas para la gira de 2011. Esta versión suena casi igual que la versión de iTunes Originals, pero la versión de iTunes tiene una guitarra eléctrica de fondo y esta versión es puramente acústica, su duración es de 3:35. Apareció originalmente en Rhapsody Originals.

## Video musical
El video musical, dirigido por Tony Petrossian, quien también dirigió el video de "Fake It", debutó en MTV2 y el sitio web de MTV2 el 5 de abril de 2008. Durante la filmación, la banda tuvo que intentar tocar tres veces debido a la dificultad de Morgan para contener el llanto. La historia del video gira en torno a un niño deprimido que decide suicidarse saltando de un edificio. Mientras cae, su familia, incluido Morgan, cae con él. Luego, durante el puente y el resto de la canción, todos los miembros de la familia rebotan. 
Tiene un número de teléfono de atención al suicidio al final del video en las transmisiones de televisión en Estados Unidos, así como una foto del hermano menor de Shaun Morgan. El hermano de Shaun, Eugene, en realidad saltó desde la ventana del décimo piso del hotel en el que la banda se estaba hospedando actualmente durante la gira. Eugene fue declarado muerto en el lugar.

## Posicionamiento en lista
| Lista (2008)                         | Posición |
| ------------------------------------ | -------- |
| Canadá (Canadian Hot 100)            | 58       |
| Canadá (Canada Rock)                 | 1        |
| Estados Unidos (Billboard Hot 100)   | 91       |
| Estados Unidos (Adult Top 40)        | 18       |
| Estados Unidos (Alternative Airplay) | 1        |
| Estados Unidos (Mainstream Rock)     | 2        |
| Estados Unidos (Mainstream Top 40)   | 39       |
| República Checa Rock (IFPI)          | 11       |